# 泉鯔鰕虎
泉鯔鰕虎（学名：Mugilogobius fontinalis），又名泉鯔鰕虎魚，为鰕虎科鯔鰕虎魚屬下的一个种。